# Circaea
Circaea (L., 1753), comunemente noto come erba maga, è un genere di piante appartenente alla famiglia delle Onagraceae, diffuso nelle foreste temperate dell'interno emisfero settentrionale. 
Il nome del genere fa riferimento alla maga Circe della mitologia greca.

## Descrizione
Rispetto alle caratteristiche della famiglia, questo genere presenta solamente due sepali e due petali in luogo di quattro. 
Il frutto è coperto di aculei che servono per la disseminazione ad opera di animali.

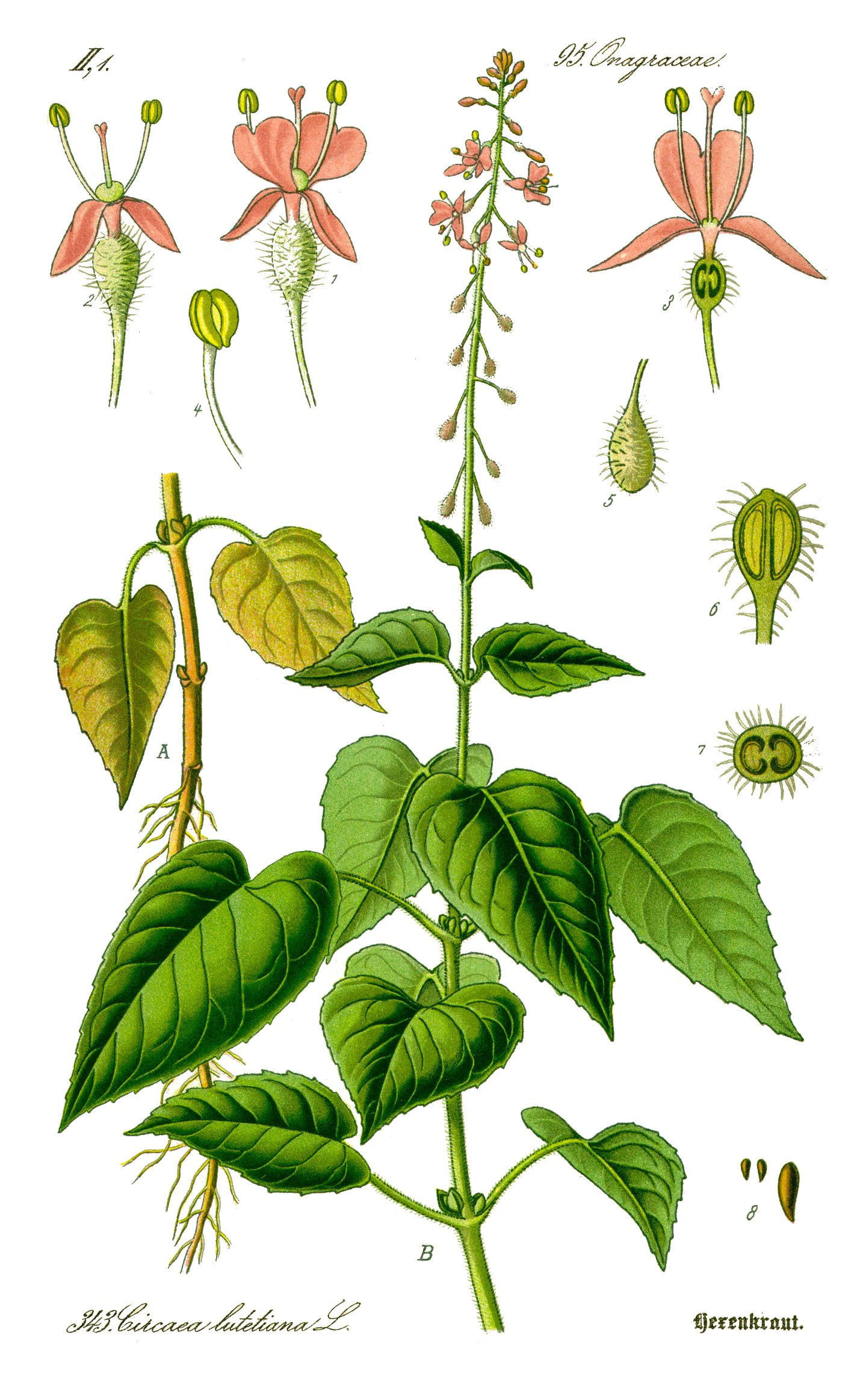
Tavola botanica di Circaea lutetiana.

## Tassonomia

### Specie
All'interno del genere Circaea sono attualmente accettate 7 diverse specie e 5 sottospecie (escluse quelle nominali). 
Queste sono:
- Circaea alpina L.
  - Circaea alpina subsp. angustifolia (Hand.-Mazz.) Boufford
  - Circaea alpina subsp. micrantha (A.K.Skvortsov) Boufford
  - Circaea alpina subsp. pacifica (Asch. & Magnus) P.H.Raven
- Circaea cordata Royle
- Circaea erubescens Franch. & Sav.
- Circaea glabrescens (Pamp.) Hand.-Mazz.
- Circaea lutetiana L.
  - Circaea lutetiana subsp. canadensis (L.) Asch. & Magnus
  - Circaea lutetiana subsp. quadrisulcata (Maxim.) Asch. & Magnus
- Circaea mollis Siebold & Zucc.
- Circaea repens Wall. ex Asch. & Magnus

### Ibridi
Le specie qui incluse tendono inoltre a formare naturalmente degli ibridi, tra i quali si ricordano:
- Circaea × intermedia
- Circaea × decipiens Boufford
- Circaea × dubia H.Hara
- Circaea × intermedia Ehrh. (C. alpina × C. lutetiana)
- Circaea × mentiens Boufford
- Circaea × ovata (Honda) Boufford
- Circaea × skvortsovii Boufford
- Circaea × sterilis Boufford
- Circaea × taronensis H.Li

### Specie in Italia
Delle sette specie incluse in questo genere, due sono presenti nella flora italiana, oltre che l'ibrido ottenuto dal loro incrocio:
- Circaea alpina L.
- Circaea lutetiana L.
- Circaea × intermedia Ehrh.